# پیشرفت‌های علم
پیشرفت‌های علم (انگلیسی: Science Advances) یک ژورنال علمی میان‌رشته‌ای با داوری همتا و دسترسی آزاد است که در اوایل سال ۲۰۱۵ تأسیس شد و توسط انجمن پیشبرد علوم آمریکا منتشر شد. دامنه این ژورنال تمامی حوزه‌های علمی را پوشش می‌دهد.

## تاریخچه
انتشار پیشرفت‌های علم توسط انجمن آمریکایی برای پیشرفت علم در فوریه ۲۰۱۴ اعلام شد و نخستین مقاله‌های آن در اوایل سال ۲۰۱۵ منتشر شد.
 در سال ۲۰۱۹، در تعداد ارسال‌های ماهانه پیشرفت‌های علم از مجله ساینس پیشی گرفت و به بزرگ‌ترین عضو در خانوادهٔ مجله‌های علمی تبدیل شد. پیشرفت‌های علم تنها عضوی از آن خانواده است که در آن همهٔ اوراق دسترسی آزاد طلایی دارند.

## ساختار تحریریه و دامنه مجله
دامنه این ژورنال شامل تمام حوزه‌های علمی از جمله علوم زیستی، بهداشت عمومی، علوم اعصاب، علوم فیزیکی، علوم اجتماعی، علوم رایانه، علوم زیست‌محیطی و علوم فضایی است. تصمیمات تحریریه توسط هیئت تحریریه اتخاذ می‌شود. این هیئت به حوزه‌های موضوعی تقسیم می‌شود که هر کدام توسط یک معاون سردبیر رهبری می‌شود و از گروهی از ویراستاران وابسته تشکیل شده‌است. برخلاف سایر اعضای خانواده مجلات Science منتشر شده توسط AAAS، سردبیران Science Advances دانشمندان شاغل هستند.

## سیاست‌های دسترسی باز
تمامی مطالب منتشر شده در مجله به صورت رایگان در دسترس خوانندگان است.